# Deeper and Deeper
Deeper and Deeper è una canzone di Madonna del 1992. È il secondo singolo estratto dall'album Erotica. Deeper and Deeper è la traccia che apre il secondo greatest hits della popstar GHV2, uscito nel 2001.

## Descrizione
Deeper and Deeper è un pezzo dance. Il testo parla dell'importanza dei sentimenti amorosi nella vita e di come si debba andare contro i luoghi comuni che vogliono le storie romantiche desuete e fuori moda, cercando invece di raggiungere la parte più profonda di se stessi: deeper and deeper. Un'altra interpretazione del brano che è stata data da Dan Cadan nel libretto di GHV2 vuole il protagonista della canzone un giovane che scopre la propria omosessualità. I versi della prima strofa ("when you know the notes to sing you can sing most anything") rimandano alla canzone Do-Re-Mi del musical Tutti insieme appassionatamente. Nel testo appare anche un delicato omaggio alla madre ed al padre della star. Intorno alla fine della canzone si intonano alcuni versi della canzone Vogue.
Il singolo Deeper and Deeper è uscito il 5 dicembre 1992. Ha avuto un buon successo nelle chart di tutto il mondo, arrivando spesso nella top ten delle classifiche dei singoli più venduti e vendendo circa 900 000 copie.
Negli Stati Uniti il singolo Deeper and Deeper è stato 15 settimane in classifica, di cui 4 in top 10 e ha raggiunto la 7ª posizione. Ha raggiunto il primo posto della dance chart americana.

## Il videoclip
Il video della canzone, diretto da Bobby Woods è decisamente uno dei più ostici mai realizzati da Madonna: si svolge negli anni settanta, alterna scene in bianco e nero a scene a colori e si snoda tra una discoteca e un appartamento, nel quale Madonna (che qui appare con le sopracciglia completamente depilate ed un incisivo d'oro) assiste ad uno spogliarello insieme ad altre ragazze mangiando una banana. È un esplicito omaggio alla cinematografia sperimentale di Andy Warhol, dove la dimensione onirica si sovrappone a quella reale in alcuni flashback vissuti dalla cantante.
Nel video appaiono anche l'attore tedesco Udo Kier, la regista di film hard gay Chi Chi LaRue, la regista Sofia Coppola, Debi Mazar, già apparsa nei video di Papa Don't Preach e True Blue e la ex superstar di Warhol Holly Woodlawn.

## Tracce
Singolo CD Regno Unito
1. Deeper and Deeper (Album Edit) – 4:54
2. Deeper and Deeper (Shep's Deep Makeover Mix) – 9:09
3. Deeper and Deeper (David's Klub Mix) – 7:40
4. Deeper and Deeper (Shep's Classic 12") – 7:27
5. Deeper and Deeper (Shep's Fierce Deeper Dub) – 6:01
6. Deeper and Deeper (Shep's Deep Beats) – 2:57

Singolo 7" Stati Uniti
1. Deeper and Deeper (Album Edit) – 4:54
2. Deeper and Deeper (Instrumental) – 5:31

Singolo maxi Stati Uniti
1. Deeper and Deeper (Album Edit) – 4:54
2. Deeper and Deeper (Shep's Deep Makeover Mix) – 9:09
3. Deeper and Deeper (David's Klub Mix) – 7:40
4. Deeper and Deeper (Shep's Classic 12") – 7:27
5. Deeper and Deeper (Shep's Fierce Deeper Dub) – 6:01
6. Deeper and Deeper (David's Love Dub) – 5:39
7. Deeper and Deeper (Shep's Deep Beats) – 2:58

Singolo EP Giappone/Australia
1. Deeper and Deeper (Shep's Deep Makeover Mix)
2. Deeper and Deeper (David's Klub Mix)
3. Deeper and Deeper (Shep's Classic)
4. Deeper and Deeper (Shep's Fierce Deeper Dub)
5. Deeper and Deeper (David's Love Dub)
6. Deeper and Deeper (Shep's Deep Beats)
7. Bad Girl (Extended Mix)
8. Erotica (Kenlou B-Boy Instrumental)
9. Erotica (Underground Tribal Beats)
10. Erotica (Wo Dub)
11. Erotica (House Instrumental)
12. Erotica (Bass Hit Dub)

### Remix ufficiali
1. Deeper and Deeper (Extended Mix)
2. Deeper and Deeper (David's Deeper Dub)
3. Deeper and Deeper (David's Love Dub)
4. Deeper and Deeper (David's Klub Mix)
5. Deeper and Deeper (Shep's Classic 12")
6. Deeper and Deeper (Shep's Deep Beats)
7. Deeper and Deeper (Shep's Deep Makeover Mix)
8. Deeper and Deeper (Shep's Fierce Deeper Dub)
9. Deeper and Deeper (Thunderpuss Remix)

## Classifiche
| Classifica (1992/1993) | Posizione massima |
| ---------------------- | ----------------- |
| Australia              | 1                 |
| Austria                | 1                 |
| Belgio                 | 10                |
| Canada                 | 2                 |
| Francia                | 17                |
| Germania               | 26                |
| Irlanda                | 7                 |
| Italia                 | 1                 |
| Paesi Bassi            | 17                |
| Nuova Zelanda          | 9                 |
| Svezia                 | 22                |
| Svizzera               | 23                |
| Regno Unito            | 6                 |
| Stati Uniti            | 7                 |

### Classifiche di fine anno
| Classifica (1993) | Posizione |
| ----------------- | --------- |
| Belgio            | 95        |
| Canada            | 34        |

## Critica
Deeper and Deeper ha ricevuto anche una favorevole accoglienza da parte della critica rispetto a quella ottenuta dal primo singolo Erotica.

## Esecuzioni dal vivo
Madonna ha presentato la canzone dal vivo in tre tour: la prima volta nel Girlie Show del 1993 in stile anni settanta, la seconda nel Re-Invention Tour del 2004 presentandone una versione swing. La terza volta durante il Rebel Heart Tour.

## Cover
Una cover del brano è stata incisa da Mark Pistel & Danger Girl per l'album-tributo a Madonna Virgin Voices: A Tribute to Madonna, volume two (2000)